# Тимирязевский бор
Тимиря́зевский бор — лесной массив в составе Тимирязевской лесной дачи в Обь-Томском междуречье, около села Тимирязевский. Расположен в 15—20 минутах езды от Томска, богат грибами и ягодами.
По южной части бора протекают река Кисловка и её приток Жуковка.

## В культуре
Тимирязевский бор упоминается в песне «Синица с ягодкой», исполняемой Илоной Красавцевой, на слова Михаила Андреева.